# Нанорталик
Нанорталик (дат. и гренл. Nanortalik) — город в коммуне Куяллек (южная оконечность Гренландии).
Расположен на одноимённом острове, отделённом от основной территории длинным фьордом Тазермиут. Граничит с Какортоком и Аммассаликом на севере, а на юге, востоке и западе омывается Атлантическим океаном; мыс Фарвель — самая южная точка Гренландии. Название переводится с эскимосского[уточнить] как «место полярных медведей».
Население — 1564 проживают в главном городке. Рядом расположены городки Нарсармиит (Фредериксдаль), Аллуитсуп-Паа (Зюдпровен), Тасиусак, Ааппилатток, Аммассивик и других из всего более чем 20 населенных пунктов, население остальных из которых не превышают 20 жителей каждый.

## История
Благодаря своему положению Нанорталик был первым местом, которые выбирали для поселения как викинги, так и эскимосы. Город был основан в 1770 году. В 1797 году здесь был основан торговый пост выходцами из города Юлианехоб (название на гренландском языке — Какорток). В 1830 году город был перенесён на своё нынешнее положение из-за лучшего положения для гавани. Старый посёлок назван Сиссариссок.

## Экономика
Ловля краба, охота на тюленей, а также рыбная ловля с небольших лодок — основа дохода местных жителей. В последнее время набирает обороты добыча золота в Киркеспир Вэлли (Киркеспирдален), в 30 км к северу от Нанорталика, в будущем это возможно изменит облик города.
Нанорталик известен среди альпинистов своими горами и вертикальными стенами в фьорде Таземиут. Горы Кетил (2010 м) и Уламерторсуак сравниваются с Альпами по сложности восхождения и являются вызовом для опытных альпинистов.
Весной многие гренландцы охотятся на тюленей среди внешних островов, забитых плавающим льдом, пришедшим с восточного берега. Эта ежегодная охота — традиция инуитской культуры. Также плавающий паковый лёд приносит и полярных медведей, давших название Нанорталику, но медведи не представляют угрозы. Весной и летом можно увидеть в водах и много китов.
Несколько десятилетий назад в 20 км от города работала графитовая шахта, но теперь она заброшена. Крупных предприятий на территории муниципалитета нет — паковый лёд делает невозможным рыбный промысел несколько месяцев в году.

## Природа
Хотя Гренландия и является безлесной территорией, в долине Кинкуа в 40 км от города произрастает единственный на острове лес. Здесь можно встретить иву и пушистую берёзу, достигающих нескольких метров высоты, тогда как в других местах они достигают не более чем полуметра. Также в долине можно встретить 300 видов других растений, а также много лишайников.
Фауна Нанорталика бедна, в основном усилиями местных охотников. Основу составляют вороны, чайки и пуночки. Млекопитающих крупнее мыши не замечено. Вместе с тем, за пределами населённых территорий разнообразие видов представлено шире. Из птиц встречаются ворона, тундреная куропатка, большая полярная чайка, полярная чайка, пуночка, кайра, гага, гага-гребенушка, кречет, орлан-белохвост, чечётка, круглоносый плавунчик, различные бекасовые, длинноносый крохаль, краснозобая гагара, полярная гагара, баклановые, морянка, атлантический тупик, буревестник, люрик, различные разновидности утки, и более редко белые совы.
Несмотря на название города, белые медведи довольно редко появляются в данной местности, но иногда они приплывают, дрейфуя на льдинах, с Восточной Гренландии с января по июнь. В окрестных фьордах много кольчатых нерп, тюленей-хохлачей и лысунов. С сентября по октябрь можно встретить малого полосатика, горбатых китов и косаток.

## Города-побратимы
- Коллинг, Дания